# 펠릭스 디아스 (야구 선수)
펠릭스 안토니오 디아스(Félix Antonio Díaz, 1980년 7월 27일 ~ )는 전 KBO 리그 KIA 타이거즈의 외국인 선수이다.
2008년 시즌이 끝나고 방출되었다.